# Džida
Džida, arabsko جِدَّة, latinizirano: Jidda, Jedda, Jiddah, je pristaniško mesto v regiji Hedžas v zahodni Saudovi Arabiji in trgovsko središče države. Ni znano, kdaj je bila Džida ustanovljena, vendar je postala pomembna leta 647, ko jo je kalif Uthman naredil za potovalno središče za muslimanske popotnike, ki so hodili na islamsko romanje v sveto mesto Meko. Od tistih časov je Džida služila kot prehod za milijone romarjev, ki so prispeli v Saudovo Arabijo, tradicionalno po morju in nedavno po zraku.
S približno 4.697.000 prebivalci leta 2021 je Džida največje mesto v provinci Meka, največje mesto v Hedžasu, drugo največje mesto v Saudovi Arabiji (za prestolnico Rijad) in deveto največje v srednji vzhod. Služi tudi kot upravno središče OIC. Islamsko pristanišče Džida ob Rdečem morju je šestintrideseto največje pristanišče na svetu ter drugo največje in drugo najbolj obremenjeno pristanišče na Bližnjem vzhodu (za dubajskim pristaniščem Džebel Ali).
Džida je glavno izhodišče za romanje v najsvetejše islamsko mesto Meko (oddaljena 65 km), katerega se morajo pravoverni muslimani udeležiti vsaj enkrat v življenju. Džida je izhodišče tudi za romanje v Medino (360 kilometrov severno), drugo najsvetejše islamsko mesto. 
Gospodarsko je osredotočena predvsem na razvijanje kapitalskih naložb v znanost in tehnologijo v Saudovi Arabiji in na Bližnjem vzhodu. Na področju inovacij je bila leta 2009 v regiji Bližnji vzhod-Afrika uvrščena na četrto mesto.
Džida je eno od glavnih saudskih turističnih središč. Zaradi ribolova v Rdečem morju se prehranjevalne navade meščanov zelo razlikujejo od navad drugje v državi. Velja tudi za najbolj odprto mesto v Saudovi Arabiji.
V zgodovini je bila znana po svojih legendarnih menjalcih denarja. Največji med njimi je bil šejk Salem Bin Mahfuz, ustanovitelj prve komercialne banke v Saudovi Arabiji (Nacionalna komercialna banka, NCB).

## Etimologija
Glede na Jeddah Ibn Al-Qudaa'iy, poglavarja klana Quda'a, obstajata vsaj dve etimologiji Džide. Bolj pogosta različica pravi, da je ime izpeljano iz جدة Jaddah, arabske besede za 'babico'. Po vzhodnem ljudskem verovanju je Evin grob, ki velja za babico človeštva, v Džidi.
Magrebski popotnik Ibn Batuta je obiskal Džido med svojim svetovnim potovanjem okoli leta 1330. Ime mesta je zapisal v svoj dnevnik kot Jiddah.
Britansko zunanje ministrstvo in urad Commonwealtha ter druge veje britanske vlade so prej uporabljale starejše črkovanje Jedda, v nasprotju z drugimi angleško govorečimi običaji, leta 2007 pa se je spremenilo v črkovanje Jeddah.
T. E. Lawrence je menil, da je vsako prepisovanje arabskih imen v angleščino samovoljno. V njegovi knjigi Revolt in the Desert je Džida že na prvi strani napisan na tri različne načine.
Na uradnih saudskih zemljevidih in dokumentih je ime mesta prepisano z Jeddah, kar je zdaj prevladujoča uporaba.

## Zgodovina

### Predislamsko obdobje
O sledovih zgodnje dejavnosti na tem območju pričajo nekateri tamudski napisi, ki so bili izkopani v vadi Brimanu (وادي بريمان), vzhodno od mesta, in vadi Bowebu (وادي بويب), severozahodno od mesta. Najstarejša Mašrabija, najdena v Džidi, sega v predislamsko dobo.
Nekateri menijo, da je bila Džida pred Aleksandrom Velikim, ki je imel pomorsko ekspedicijo v Rdeče morje, naseljena z ribiči, ki so jo imeli za središče, iz katerega so izpluli na morje, pa tudi za kraj za sprostitev in dobro počutje. Po podatkih ministrstva za hadž je bila Džida naseljena že več kot 2500 let.
Izkopavanja v starem mestu so razlagali, kot da je Jemensko pleme Quda'a (arabsko بني قضاعة), ki je zapustilo osrednji Jemen in se naselilo v Meki po zrušitvi jezu Sad (Maribski jez) v Jemnu leta 115 pr. n. št.

### Pod kalifati
Džida je prvič dosegla pomembnost okoli leta 647 našega štetja, ko jo je tretji muslimanski kalif, Osman Ibn Affan, spremenil v pristanišče, zaradi česar je postala pristanišče Meke namesto pristanišča Al Shoaib jugozahodno od Meke.
Omajadi so podedovali celoten Rašidunski kalifat, vključno s Hedžasom, in vladali od leta 661 do 750. Leta 702 n. št. so Džido za kratek čas zavzeli pirati iz Aksumitskega kraljestva. Vendar je Džida ostala ključno civilno pristanišče, ki je služilo ribičem in romarjem, ki so po morju potovali na hadž. Verjame se tudi, da je bil šerif iz Meke, častni podkralj Svete dežele, prvič imenovan v tem obdobju islamskega kalifata. Džida je bila ustanovljena kot glavno mesto zgodovinske province Hidžaz in zgodovinsko pristanišče za romarje, ki prihajajo po morju, da bi opravili svoje romanje hadž v Meko.
Leta 750 so v Abasidski revoluciji Abasidi uspešno prevzeli nadzor nad skoraj celotnim Omajadskim cesarstvom, razen Maroka (Magrib) in Španije (Kordovski emirat). Od leta 876 sta Džida in okolica postala predmet vojn med Abasidi in Tulunidi iz Egipta, ki so na eni točki pridobili nadzor nad emirati Egipta, Sirije, Jordanije in Hedžasa. Boj za oblast med tulunidskimi guvernerji in Abasidi glede Hedžasa je trajal skoraj 25 let, dokler se Tulunidi končno niso umaknili iz Arabije leta 900 našega štetja.
Leta 930 našega štetja so Karmatijci močno oplenili glavna mesta Hedžasa, Medino, Meko in Taif. Verjetno je, čeprav ni zgodovinsko potrjeno, da so samo Džido napadli Karmati.
Kmalu zatem, v začetku leta 935, so Ikšididi, nova sila v Egiptu, prevzeli nadzor nad regijo Hedžas. Ni zgodovinskih zapisov, ki bi podrobno opisali Ikšididsko vladavino. V tem trenutku je bila Džida še neutrjena in brez obzidja.

### Fatimidi, Ajubidi in mameluki
Leta 969 našega štetja so Fatimidi iz Alžirije prevzeli oblast v Egiptu od ihšididskih guvernerjev Abasidov in razširili svoj imperij na okoliške regije, vključno s Hidžazom in Džido. Fatimidi so skozi Rdeče morje razvili obsežno trgovsko mrežo tako v Sredozemlju kot v Indijskem oceanu. Njihove trgovinske in diplomatske vezi so segale vse do Kitajske in njene dinastije Song, ki je v visokem srednjem veku sčasoma določila gospodarsko pot po Tihami.
Po Saladinovi osvojitvi Jeruzalema leta 1171 se je razglasil za sultana Egipta, potem ko je po smrti al-Adida razpustil Fatimidski kalifat, s čimer je ustanovil dinastijo Ajubidov. Ajubidska osvajanja v Hedžasu so vključevala Džido, ki se je pridružila Ajubidskemu imperiju leta 1177 med vodstvom Šarifa Ibn Abul-Hašima Al-Thalaba (1094–1201). Med svojim razmeroma kratkotrajnim mandatom so Ajubidi začeli dobo gospodarskega razcveta v deželah, ki so jim vladali, zmogljivosti in pokroviteljstvo, ki so jih zagotovili Ajubidi, pa so pripeljale do ponovnega razcveta intelektualne dejavnosti v islamskem svetu. To obdobje je zaznamoval tudi ajubidski proces močne krepitve prevlade sunitskih muslimanov v regiji z gradnjo številnih medres (islamskih šol) v njihovih večjih mestih. Džida je pritegnila muslimanske mornarje in trgovce iz Sinda, jugovzhodne Azije in vzhodne Afrike ter drugih oddaljenih regij.
Leta 1254, po dogodkih v Kairu in razpadu Ajubidskega imperija, je Hedžas postal del mameluškega sultanata.
Portugalski raziskovalec Vasco da Gama, ki je našel pot okoli Rta dobrega upanja in dobil pilote z obale Zanzibarja se leta 1497 našega štetja prebil čez Indijski ocean do obal Malabarja in Calicuta, napadel flote, ki so prevažale tovor in muslimanske romarje iz Indije do Rdečega morja in zasejal strah med okoliške vladarje. Knezi Gujarata in Jemna so se obrnili po pomoč v Egipt. Sultan Al-Ashraf Qansuh al-Ghawri je zato opremil floto s 50 plovili pod vodstvom guvernerja Džide, Husseina Kurda (aka Mirocem). Džida je bila kmalu utrjena z obzidjem z uporabo prisilnega dela, kot pristanišče zatočišča pred Portugalci, kar je omogočilo zaščito Arabije in Rdečega morja.

### Osmansko cesarstvo
Leta 1517 so Osmanski Turki med vladavino Selima I. osvojili mameluški sultanat v Egiptu in Siriji.
Osmani so obnovili šibko obzidje Džide leta 1525 po obrambi mesta pred armado Lopo Soares de Albergaria med obleganjem Džide (1517). Novo kamnito obzidje je vključevalo šest stražnih stolpov in šest mestnih vrat. Zgrajeni so bili za obrambo pred portugalskim napadom. Od šestih vrat so bila vrata Meke vzhodna vrata, vrata Al-Magharibah, obrnjena proti pristanišču, pa zahodna vrata. Vrata Šarif so bila obrnjena proti jugu. Druga vrata so bila vrata Al-Bunt, vrata Al-Šam (imenovana tudi vrata Al-Šaraf) in vrata Medine, obrnjena proti severu. Turki so zgradili tudi stavbo Kišla (turško Cidde Redif Kışlası), majhen vojaški grad za mestne vojake. V 19. stoletju so teh sedem vrat pomanjšali v štiri velikanska vrata s štirimi stolpi. Ta velikanska vrata so bila Vrata Šama na severu, Vrata Meke na vzhodu, Vrata Šarif na jugu in Vrata Al-Magharibah na morski obali.
Džida je postala neposredni osmanski ejalet, medtem ko je preostali Hedžas pod Šarifom Barakatom II. postal vazalna država Osmanskega cesarstva 8 let po obleganju Džide leta 1517. Portugalci so leta 1541 drugič poskušali napasti, a so bili odbiti.
Deli mestnega obzidja so še danes ohranjeni v starem mestnem jedru. Čeprav so bili Portugalci uspešno odgnani iz mesta, so bile flote v Indijskem oceanu prepuščene njihovi milosti. To je dokazala bitka pri Diu. Pokopališče portugalskih vojakov je še danes v starem mestnem jedru in se imenuje mesto krščanskih grobov.
Ahmed Al-Džazar, osmanski vojak, znan predvsem po svoji vlogi pri obleganju Ake, je prvi del svoje kariere preživel v Džidi. V Džidi leta 1750 je ubil kakšnih sedemdeset nomadov, ki so se razburjali, v maščevanju za umor svojega poveljnika, Abdulaha Bega, zaradi česar si je prislužil vzdevek Džezar (mesar).
15. junija 1858 so nemiri v mestu, za katere menijo, da jih je sprožil nekdanji policijski načelnik kot odziv na britansko politiko v Rdečem morju, pripeljali do pokola 25 kristjanov, vključno z britanskim in francoskim konzulom, člani njihovih družin, in bogatih grških trgovcev. Britanska fregata HMS Cyclops, zasidrana v pristanišču, je kot maščevanje dva dni bombardirala mesto.

### Prva saudska država in osmansko-savdska vojna
Leta 1802 so sile Nedždija osvojile Meko in Džido od Osmanov. Ko je Šarif Ghalib Efendi o tem obvestil sultana Mahmuda II., je sultan ukazal svojemu egiptovskemu podkralju Mohamedu Ali Paši, naj ponovno zavzame mesto. Mohamed Ali je v bitki pri Džidi leta 1813 uspešno zavzel mesto.

### Prva svetovna vojna in Hašemitsko kraljestvo
Med prvo svetovno vojno je Šarif Husein bin Ali razglasil upor proti Osmanskemu cesarstvu in si prizadeval za neodvisnost od osamanskih Turkov ter ustanovitev ene enotne arabske države, ki bi segala od Alepa v Siriji do Adna v Jemnu.
Kralj Husein je razglasil kraljestvo Hedžas. Kasneje je bil Husein vpleten v vojno z Ibn Saudom, ki je bil sultan Nedžda. Husein je abdiciral po padcu Meke decembra 1924 in njegov sin Ali bin Husein je postal novi kralj.

### Kraljestvo Saudove Arabije
Nekaj mesecev kasneje je Ibn Saud, čigar rodbina izvira iz osrednje province Nedžd, osvojil Medino in Džido s sporazumom z Džidani po drugi bitki pri Džidi. Odstavil je Alija bin Huseina, ki je pobegnil v Bagdad in se na koncu naselil v Amanu v Jordaniji, kjer so njegovi potomci postali del hašemitske kraljevine.
Posledično je Džida decembra 1925 prišla pod oblast rodbine Al-Saud. Leta 1926 je Ibn Saud svojemu položaju sultana Nedžda dodal naziv kralj Hedžasa. Danes je Džida izgubila svojo zgodovinsko vlogo v politiki polotoka, potem ko je padla v novo provinco Meka, katere glavno mesto province je mesto Meka.
Od leta 1928 do 1932 je bila zgrajena nova palača Khuzam kot nova rezidenca kralja Abdula Aziza v Džidi. Palača leži južno od starega obzidanega mesta in je bila zgrajena pod nadzorom inženirja Mohammeda bin Awada bin Ladna. Po letu 1963 so palačo uporabljali kot kraljevo gostišče; od leta 1995 je v njej Pokrajinski arheološko-etnografski muzej.
Preostalo obzidje in vrata starega mesta so porušili leta 1947. Požar leta 1982 je uničil nekaj starodavnih stavb v starem mestnem jedru, imenovanem Al-Balad, vendar je veliko še ohranjenega. Leta 1979 je bila opravljena raziskava starih okrajev po hišah, ki je pokazala, da še vedno obstaja približno 1000 tradicionalnih stavb, čeprav je bilo število z veliko zgodovinsko vrednostjo veliko manj. Leta 1990 je bil ustanovljen Oddelek za ohranjanje zgodovinskega območja Džide.
Sodobno mesto se je divje razširilo preko svojih starih meja. Pozidano območje se je razširilo predvsem proti severu vzdolž obale Rdečega morja, prispelo do novega letališča v 1990-ih in od takrat naprej obkrožalo pot proti potoku Ob'hur, približno 27 km od starega mestnega jedra. 
Oktobra 2021 so saudske oblasti pod vodstvom Mohammada bin Salmana sprožile obsežen načrt za rušenje in izselitev v soseskah v južnem delu Džide, da bi naredile prostor za osrednji projekt, projekt revitalizacije v okviru Saudske vizije 2030. Rušenje je prizadelo 558.000 ljudi v več kot 60 soseskah. Amnesty International je z uradnimi dokumenti potrdila, da so bili nekateri stanovalci o deložacijah obveščeni šele 24 ur prej, drugi pa med 1–6 tedni. V nekaterih primerih je na stavbah pisalo »evakuirajte«, medtem ko so državni mediji in reklamni panoji druge obveščali o rušenju drugih. Saudski državni mediji so trdili, da je večina prizadetih sosesk »polna bolezni, kriminala, mamil in tatvin« in dom pretežno nedokumentiranih priseljencev. Januarja 2022 so saudske oblasti napovedale odškodninsko shemo, ki je zajemala 47 % deložiranih.

## Geografija
Džida je v obalni ravnini Rdečega morja v Saudovi Arabiji (imenovani Tihama). Džida leži v regiji Hidžazi Tihama (تهامة الحجاز), ki je v spodnjem gorovju Hidžaz. Zgodovinsko, politično in kulturno je bila Džida glavno mesto vilajeta Hedžas, Kraljevine Hedžas in drugih regionalnih političnih subjektov glede na zgodovinske knjige. Po površini je 100. največje mesto na svetu.
Džida ima suho podnebje (BWh) po Köppnovi podnebni klasifikaciji s tropskim temperaturnim razponom. Za razliko od drugih mest v državi, Džida pozimi ohranja svojo toplo temperaturo, ki se lahko giblje od 15 ° C ob zori do 28 ° C popoldne. Poletne temperature so izjemno visoke, popoldne pogosto presežejo 48 ° C in zvečer padejo na 35 ° C. Poletja so tudi precej soparna, saj točke rosišča pogosto presežejo 27 ° C, zlasti septembra.
Padavine v Džidi so na splošno redke in se običajno pojavijo v majhnih količinah novembra in decembra. Močne nevihte so pogoste pozimi. Nevihta decembra 2008 je bila največja v zadnjem času, saj je padlo približno 80 mm dežja. Najnižja kdaj koli zabeležena temperatura v Džidi je bila 10. februarja 1993 9,8 ° C. Najvišja temperatura, ki so jo kdaj koli izmerili v Džidi, je bila 22. junija 2010 52,0 ° C, kar je najvišja temperatura, ki je bila kdaj koli zabeležena v Saudovi Arabiji.
Prašne nevihte se dogajajo poleti in včasih pozimi, prihajajo pa iz puščav Arabskega polotoka ali iz severne Afrike. Občasno prašno nevihto spremljajo nevihte.

## Gospodarstvo
Džida je že dolgo pristaniško mesto. Še preden je bila imenovana za pristaniško mesto Meke, je bila Džida trgovsko središče v regiji. V 19. stoletju so blago, kot so biseri, želvji oklepi, kadilo in začimbe, redno izvažali iz mesta. Poleg tega je bilo veliko uvozov v mesto namenjenih nadaljnjemu tranzitu v Suez, Afriko ali Evropo. Veliko blaga, ki je šlo skozi Džido, sploh ni bilo mogoče najti v mestu ali celo v Arabiji.
Vse prestolnice Bližnjega vzhoda in Severne Afrike so od Džide oddaljene dve uri letenja, zaradi česar je to drugo komercialno središče Bližnjega vzhoda za Dubajem.
Poleg tega je industrijsko okrožje Džide četrto največje industrijsko mesto v Saudovi Arabiji za Rijadom, Džubailom in Janbujem.

## Kultura
Večina državljanov je sunitskih muslimanov. Vlada, sodišča ter civilni in kazenski zakoni uveljavljajo moralni kodeks, ki ga določa šeriat. Zelo majhna manjšina saudskih državljanov je šiitskih muslimanov, obstaja pa tudi veliko tuje delovne sile.
Mesto ima več kot 1300 mošej. Zakon ne dovoljuje stavb, knjig, ikon in izrazov vere drugih veroizpovedi. Vendar pa je zasebno versko obredje, ki ne vključuje muslimanov ali krši javni red in moralo, tolerirano.
Od 7. stoletja je Džida gostila milijone muslimanskih romarjev z vsega sveta na poti na hadž. Ta združitev z romarji ima velik vpliv na družbo, vero in gospodarstvo Džide.

### Kulinarika
Večetnično prebivalstvo Džide je vplivalo na tradicionalno kuhinjo Džide.
Nekatere jedi so avtohtone v Hedžasu, na primer Saleeg in Mabshūr (مَبْشُور) je jed iz belega riža, kuhanega v juhi, pogosto pripravljen s piščancem namesto jagnječjim mesom. Priljubljena je tudi kuhinja Džide in jedi, kot so Foul, Šorabah Hareira (juha Hareira), Mugalgal, Madhbi (piščanec na žaru na kamnu), Madfun (dobesedno pomeni "zakopan"), Magloobah, Kibdah, Manzalah (običajno jedo na Eid ul- Fitr), Maglija (lokalna različica falafla) in Saijadjia, ki jih je mogoče kupiti v številnih tradicionalnih restavracijah po mestu, kot so Althamrat, Abo-Zaid, Al-Quarmooshi, Ayaz in Hejaziyat.
Nekatere so bile uvožene iz drugih saudskih regij, kot je Kabsa iz Nadžda, Arīka (عَريكة) in Ma'sūb (مَعْصُوب) iz južne saudske regije. Druge jedi so bile uvožene iz drugih kultur prek Saudijcev različnega porekla, kot so Mantu, Jaghmuš (يَغْمُش) in Ruz Buhāri (رُز بُخاري) iz Srednje Azije, Burēk in Šurēk ter Kabab almīru (كباب الميرو) iz Turčije in Balkana, Mandi iz Jemna, Mutabbag (مُطَبَّق) iz Jemna-Malezije, jedi iz riža Birjāni in Kābli (كابلي) iz Južne Azije.
Najbolj priljubljena lokalna veriga hitre prehrane, ustanovljena leta 1974, je Albaik s podružnicami v Džidi in sosednjih mestih Maka, Medina in Janbu. Njihova glavna jed je popečen (pečen in pražen) piščanec in različni morski sadeži. Priljubljena veriga hitre prehrane je nedavno odprla podružnice v Rijadu. Damam, Burajdi, Bahrajn in Dubaj v ZAE.

### Muzeji in zbirke
V Džidi je približno ducat muzejev ali zbirk z različnimi izobraževalnimi cilji in strokovnostjo. Ti vključujejo regionalni muzej za arheologijo in etnografijo, ki ga vodi namestnik ministrstva za starine in muzeje, mestni muzej , hišo Naseef, muzej humane dediščine, zasebni muzej Abdula Raufa Hasana Khalila in zasebni muzej umetniške dediščine.

## Mestna kraljina

### Stara Džida
Staro mesto, znano kot Al-Balad, s svojimi tradicionalnimi večnadstropnimi stavbami in trgovskimi hišami, ki pogosto še vedno pripadajo družinam, ki so jih naselile pred naftno dobo, je izgubilo posesti zaradi sodobnejših dogodkov. Kljub temu staro mesto prispeva h kulturni identiteti Hedžasa. Odkar je leta 2014 dobilo status Unescove svetovne dediščine, je bilo več tradicionalnih stavb obnovljenih in odprtih za javnost. Leta 2019 je saudski prestolonaslednik Muhammad bin Salman izdal kraljevi odlok, ki ministrstvu za kulturo nalaga obnovitev 50 zgodovinskih zgradb v Džidi.  V al-Baladu je več zgodovinskih mošej iz različnih obdobij, pa tudi eden najstarejših muzejev v mestu, imenovan Bayt Naseef ali Naseefova hiša, ki prikazuje lokalno pohištvo in notranjo opremo zadnjih približno 150 let.

## Zgodovinska Džida
Zgodovinska Džida je na vzhodni obali Rdečega morja. Od 7. stoletja našega štetja je bilo uveljavljeno kot glavno pristanišče za trgovske poti v Indijskem oceanu, ki so usmerjale blago v Meko. Bila je tudi prehod za muslimanske romarje v Meko, ki so prispeli po morju. Zaradi te dvojne vloge se je mesto razvilo v cvetoče večkulturno središče, za katerega je značilna arhitekturna tradicija, vključno s stolpiči, ki so jih v poznem 19. stoletju zgradile mestne trgovske elite, in združevanje tradicij gradnje koral ob obali Rdečega morja z vplivi in obrti vzdolž trgovske poti.
Znotraj obrambnega obzidja, ki je bilo zgrajeno med osmansko vladavino, je bilo staro mesto Džida, Al-Balad, razdeljeno na okrožja ali Haras, kjer sta bila posel in trgovina osredotočena okoli tradicionalnih sukov ali tržnic, in hanov, pokritih tržnic, ki so bile na splošno povezan s trgovinami.

## Znamenitosti

### Muzej Abdula Raoufa Khalila
Ta muzej, ki ga je leta 1996 ustanovil šejk Abdul Raouf Khalil, ne predstavlja le bogate islamske kulturne dediščine mesta, temveč tudi njegovo predislamsko zgodovino, ki sega 2500 let nazaj; sledi različnim civilizacijam, ki so naseljevale regijo. Stoji se v središču mesta in se ponaša z veliko zbirko predmetov in artefaktov, ki pripadajo otomanskim Turkom in plemenom ribičev, ki so bili prvi prebivalci regije.

### Muzej Tajebat
Za fascinanten pogled v dolgo in svetovljansko preteklost Džide je treba v muzej Tajebat za vrhunsko kurirano predstavitev 2500-letne zgodovine mesta. Muzej, ki je v okrožju Al Faisalija, je v kompleksu z več sobami, ki poustvarja tradicionalno hidžazijsko arhitekturo starega mesta, z erkerji, prekritimi z zapletenimi lesenimi rešetkami in okrašenimi koralnimi zidaki.
Muzej z več nadstropji poglobljenih eksponatov ponuja živo zgodovinsko lekcijo o nastanku Džide, Saaudove Arabije in širšega Arabskega polotoka. Obstaja tudi celotno nadstropje, posvečeno bogati islamski dediščini mesta.
V pritličju lahko obiskovalci spoznajo islam in njegov vzpon skozi stoletja, začenši z osnovami, kot je pet stebrov islama, do prispevkov vere k znanosti, kulturi in industriji. Poudarki vključujejo zapleteno modelirano poustvaritev romanja v Meko, vključno s Kaabo, kvadratno stavbo v središču Velike mošeje, najsvetejšega svetišča v islamu. Tu so zgodnji rokopisi, keramika, stari kovanci in orožje ter zemljevid, ki podrobno prikazuje širjenje islama po vsem svetu.

### Vodnjak kralja Fahda
Vodnjak kralja Fahda je bil zgrajen v 1980-ih, viden je z velike razdalje in je s 312 metri najvišji vodni curek na svetu glede na Guinnessovo knjigo rekordov. Vodnjak je mestu Džida podaril pokojni kralj Fahd bin Abdul Aziz, po katerem je dobil ime.

### Mošeja Al-Rahmah
Ta fascinantna mešanica stare in nove arhitekture, ki jo včasih imenujejo tudi plavajoča mošeja, ker je bila zgrajena nad vodo, je bila zgrajena leta 1985. Je priljubljena točka med turisti in domačini, ki želijo počivati ob morju.

### Stadion Al-Jawhara
Je nov stadion, ki so ga odprli leta 2014 in je severno od Džide, uporablja se predvsem za nogomet in doseže polno zmogljivost 62.241 gledalcev. Je največji stadion v Džidi in drugi največji v Saudovi Arabiji.

### Mošeja kralja Sauda
Največja mošeja v mestu. Zgrajena je bila leta 1987 in prikazuje čudovito islamsko arhitekturo, zgradil pa jo je egiptovski arhitekt Abdel Wahed El Wakil.

### NCB stolp
Nacionalna komercialna banka, zgrajena leta 1983 in velja za najvišjo stolpnico v Saudovi Arabiji v 1980-ih, z višino več kot 235 m, je bila prva banka v Saudovi Arabiji.

### IDB stolp
Islamska razvojna banka je multilateralna institucija za financiranje razvoja. Ustanovila jo je prva konferenca finančnih ministrov Organizacije islamske konference, sklicana 18. decembra 1973. Banka je uradno začela delovati 20. oktobra 1975.

### Mestni stolp Džide
To je sedež metropolitanskega območja Džide. Nova stavba občine ne bo le najvišja v Džidi, ampak bo tudi zrinila Burdž Kalifa.
Ta predlagani stolp, prej znan kot Kraljevi stolp, v Džidi gradi princ Al-Waleed bin Talal in bo visok 1 kilometer. Ko bo dokončan, bo to najvišji nebotičnik na svetu. Stavba je bila zmanjšana od prvotnega predloga 1,6 km, ker se je zemlja izkazala za neprimerna za tako visoko stavbo, na višino vsaj 1000 metrov (natančna višina je zaupna, medtem ko je v razvoj, podoben Burdž Kalifa), in bo s približno enim kilometrom še vedno daleč najvišja stavba na svetu do danes. Gradnja se je začela aprila 2013 in postopoma napredovala, toda januarja 2018 je lastnik zgradbe JEC ustavil strukturna betonska dela s približno eno tretjino stolpa dokončane zaradi težav z delovno silo z izvajalcem po čistki v Saudovi Arabiji v letih 2017–19. JEC je dejal, da načrtujejo ponoven začetek gradnje leta 2020.

### Vrata Meke
Bab Makkah, znana tudi kot Makkah Gate, je prehod iz apnenčastih koral, ki vodi v zgodovinsko okrožje Al-Balad v Džidi.
Vrata Meke, imenovana vrata Korana, so 60 km izven Džide na cesti Makkah Mukkarram na avtocesti Džida - Meka. Je vhod v Meko in rojstni kraj Mohameda. Vrata označujejo mejo območja Harama v mestu Meka, kamor je nemuslimanom prepovedan vstop. Vrata je leta 1979 oblikoval egiptovski arhitekt Samir Elabd za arhitekturno podjetje IDEA Center. Struktura je knjiga, ki predstavlja Koran, ki leži na rehalu ali stojalu za knjige.

### Corniche
Novo obalo je novembra 2017 slovesno odprl guverner Meke, princ Khaled Al-Faisal.
Razteza se na območju ob Rdečem morju. Ima veliko objektov, vključno s kopališči, kočami, plavajočim dokom marine, stranišči, restavracijami, parki, plesnimi fontanami, igrišči in dostopom do brezžičnega interneta.
Ta projekt razvoja Jeddah Waterfront je bil nagrajen z Jeddah Innovation Award leta 1439H na področju vladnih inovacij, ki ga je podelil guverner Džide.
- Vodnjak kralja Fahda v Džidi
- Mošeja Al-Rahmah
- Bab Makkah

## Pobratena mesta
Džida je pobratena z:
- Adana, Turčija
- Aleksandrija, Egipt
- Almati, Kazahstan[45]
- Aman, Jordanija
- Baku, Azerbajdžan[46]
- Chittagong, Bangladeš
- Dubaj, Združeni arabski emirati
- Carigrad, Turčija[47]
- Džakarta, Indonezija
- Karači, Pakistan[48]
- Kuching, Malezija[49]
- Marbella, Španija[50]
- Mari, Turkmenistan
- Oran, Alžirija[51]
- Oš, Kirgizistan
- Plovdiv, Bolgarija[52]
- Surabaya, Indonezija
- Taipei, Tajvan[53]
- Tunis, Tunizija[54]

## Splošni in navedeni viri
- Didier, Charles. Séjour Chez Le Grand-Cherif De La Mekke. Librairie De L. Hachette et, Rue Pierre.
- Didier, Charles. Rehla Ela Al-Hejaz: A Trip to Hejaz. Translated from Séjour Chez Le Grand-Cherif De La Mekke into Arabic. Paris, 1854. ISBN 9960-677-14-1.
- Facey, William & Grant, Gillian. Saudi Arabia by the First Photographers. ISBN 0-905743-74-1
- Farsi, Hani M.S. (Mohamed Said). Jeddah: city of art: the sculptures and monuments. London: Stacey International, 1991. ISBN 0-905743-66-0.
- From Bullard to Mr Chamberlain. Jeddah, 1925 Feb. (No.# secrets) - Archived Post.
- Froster, Captain G. S. A trip Across the Peninsula - Rehla Abr Al-Jazeera. Mombai, India, 1866.
- El-Hage, Badr. Saudi Arabia: caught in time 1861-1939. Published by Garnet, Reading, 1997. ISBN 1-85964-090-7.
- Al-Harbi, Dalal. King Abdulaziz and his Strategies to deal with events: Events of Jeddah. King Abdulaziz National Library, 2003. ISBN 9960-624-88-9.
- Keane, John F. Six months in the Hejaz: journeys to Makkah and Madinah 1877-1989. Manchester: Barzan Publishing, 2006. ISBN 0-9549701-1-X.
- Al-Khaldi, Ibrahim. The Bedouin Photographer - Al-Mosawwir Al-Badawi. Kuwait, 2004.
- Maneval, Stefan. 2019. New Islamic Urbanism: The Architecture of Public and Private Space in Jeddah, Saudi Arabia. London: UCL Press. ISBN 9781787356429.
- Al-Rehani. Nejd and Its Followers.
- Tarabulsi, Mohammed Yosuf. Jeddah: A Story of a City. Riyadh: King Fahd National Library, 2006. ISBN 9960-52-413-2.
- Al-Turki, Thuraya. Jeddah: Um Al-Rakha wal Sheddah. Published by Dar Al-Shrooq.